# 송곡관광고등학교
송곡관광고등학교(松谷觀光高等學校)는 대한민국 서울특별시 중랑구 망우동에 있는 사립 고등학교이다.

## 학교 연혁
- 1969년 12월 30일 : 학교법인 송곡학원 인가
- 1972년 12월 29일 : 송곡여자고등학교 설립인가 (8학급)
- 1981년 10월 29일 : 2부 2학급 증설인가
- 1982년 12월 31일 : 5층 특별교실 16실 증축
- 1997년 9월 2일 : 송곡여자정보산업고등학교 설립인가 (7학급)
- 1998년 2월 13일 : 제23회 송곡여자고등학교(상과) 졸업식 및 초대 박진송 교장 취임 (경영정보과 3학급, 정보처리과 4학급)
- 1998년 3월 2일 : 제1회 신입생 입학식 (349명)
- 2000년 3월 2일 : 제3회 신입생 입학식 (274명) (만화영상과 1학급, 경영정보과 2학급, 정보처리과 4학급)
- 2001년 2월 12일 : 제1회 졸업식 (334명)
- 2009년 11월 18일 : 특성화고등학교지정 (호텔산업분야) (관광외국어과 2학급, 조리과학과 2학급, 호텔비즈니스과 3학급)
- 2011년 3월 2일 : 제14회 신입생(송곡관광고등학교 1회) 입학식 (174명)
- 2019년 9월 23일 : 제7대 조이경 교장 취임
- 2022년 1월 26일 : 제22회 졸업식 (164명)
- 2022년 3월 2일 : 제25회 신입생 입학 (98명)

## 설치 학과
- 조리과학과
- 호텔관광과
- 카페디저트과

## 참고 자료
- 송곡관광고등학교 - 한국교육학술정보원 학교알리미